# Чхве Мін Гьон
Чхве Мін Гьон (кор. 최민경) — південнокорейська та французька ковзанярка, спеціалістка з бігу на короткій доріжці, олімпійська чемпіонка,  чемпіонка світу та призерка чемпіонатів світу, чемпіонка та призерка Універсіади, призерка Азійських ігор. 
Золоту олімпійську медаль та звання олімпійської чемпіонки Чхве виборола разом із подругами з корейської збірної на Олімпіаді 2002 року в Солт-Лейк-Сіті  в естафетній гонці на 3000 метрів.
На Олімпіаді 2006 року, що проходила в Турині, Чхве виступала за Францію.

## Зовнішні посилання
- Досьє на sports-reference.com [Архівовано 13 грудня 2012 у Wayback Machine.]

## Виноски
1. 1 2  Olympedia — 2006.
2. ↑  Salt Lake City 2002 Official Report - Volume 3 (PDF). Salt Lake Organizing Committee. LA84 Foundation. 2002. Архів оригіналу (PDF) за 20 лютого 2012. [Архівовано 2012-02-20 у Wayback Machine.]
3. ↑  Torino 2006 Official Report - Short Track Speed Skating (PDF). Torino Organizing Committee. LA84 Foundation. March 2009. Архів оригіналу (PDF) за 12 червня 2012. Процитовано 24 травня 2009.